# Verk och dagar
Verk och dagar (klassisk grekiska: Ἔργα καὶ Ἡμέραι, Erga kai hēmerai) är en didaktisk dikt från omkring år 700 före Kristus av den grekiske författaren Hesiodos. Den är drygt 800 rader lång och är en bondealmanacka med råd om hur man bör leva ett korrekt liv. Den berättar även myterna om Prometheus, Pandora och om mänsklighetens fem åldrar.
Den diktare som framträder i Verk och dagar har tidvis betraktats som det tidigaste författarsubjektet i världslitteraturen. Hur mycket av det som Hesiodos återger som verkligen är självbiografiskt går dock inte att veta, och det råder inga tvivel om att verket bygger vidare på en äldre muntlig tradition, samt att flera motiv är inlånade från Främre Orienten. Verk och dagar och Hesiodos' andra stora verk, Theogonin, betraktas tillsammans med Homeros' verk som starten på den europeiska litteraturen.
Hesiodos berättar i dikten bland annat om sin process med brodern Perses angående arvskiftet efter fadern och om domarens, som han anser det, orättvisa domslut.
Dikten gavs ut på svenska 1813 som Arbeten och dagar, översatt av Magnus Boman. Den har nyöversatts flera gånger. En översättning av Ingvar Björkeson gavs ut 2003.